# US Open (badminton)
 For alternative betydninger, se US Open. (Se også artikler, som begynder med US Open)
US Open er et åbent internationalt badmintonmesterskab i USA. De har været afholdt siden 1954. Det er det vigtigste internationale badmintonmesterskab i USA og må ikke forveksles med det amerikanske Grand Prix. Mesterskaberne finder sted årligt og afholdes i øjeblikket altid i juli.
I 2017 blev turneringen afholdt i Anaheim, Californien. I 2018 afholdes turneringen på California State University, Fullerton.

## Tidligere vindere
| Year       | Herredouble                 | Damesingle              | Herredouble                               | Damedouble                         | Mixed double                                 | Ref            |
| ---------- | --------------------------- | ----------------------- | ----------------------------------------- | ---------------------------------- | -------------------------------------------- | -------------- |
| 1954       | Eddy B. Choong              | Judy Devlin             | Ong Poh Lim Ooi Teik Hock                 | Judy Devlin Susan Devlin           | Joe Alston Lois Alston                       |                |
| 1955       | Joe Alston                  | Margaret Varner         | Joe Alston Wynn Rogers                    | Judy Devlin Susan Devlin           | Wynn Rogers Dorothy Hann                     |                |
| 1956       | Finn Kobberø                | Judy Devlin             | Jørgen Hammergaard Hansen Finn Kobberø    | Ethel Marshall Beatrice Massman    | Finn Kobberø Judy Devlin                     |                |
| 1957       | Finn Kobberø                | Judy Devlin             | Jørgen Hammergaard Hansen Finn Kobberø    | Judy Devlin Susan Devlin           | Finn Kobberø Judy Devlin                     |                |
| 1958       | Jim Poole                   | Judy Devlin             | Jørgen Hammergaard Hansen Finn Kobberø    | Judy Devlin Susan Devlin           | Finn Kobberø Judy Devlin                     |                |
| 1959       | Tan Joe Hok                 | Judy Devlin             | Lim Say Hup Teh Kew San                   | Judy Devlin Susan Devlin           | Michael Roche Judy Devlin                    |                |
| 1960       | Tan Joe Hok                 | Judy Devlin             | Finn Kobberø Charoen Wattanasin           | Judy Devlin Susan Devlin           | Finn Kobberø Margaret Varner                 |                |
| 1961       | Jim Poole                   | Judy Devlin             | Joe Alston Wynn Rogers                    | Judy Devlin Susan Devlin           | Wynn Rogers Judy Hashman                     |                |
| 1962       | Ferry Sonneville            | Judy Devlin             | Joe Alston Wynn Rogers                    | Judy Hashman Patsy Stephens        | Wynn Rogers Judy Hashman                     |                |
| 1963       | Erland Kops                 | Judy Devlin             | Erland Kops Bob McCoig                    | Judy Hashman Susan Peard           | Sangob Rattanusorn Margaret Barrand          |                |
| 1964       | Channarong Ratanaseangsuang | Dorothy O'Neil          | Joe Alston Wynn Rogers                    | Tyna Barinaga Caroline Jensen      | Channarong Ratanaseangsuang Margaret Barrand |                |
| 1965       | Erland Kops                 | Judy Devlin             | Tony Jordan Bob McCoig                    | Margaret Barrand Jenny Pritchard   | Bob McCoig Margaret Barrand                  |                |
| 1966       | Tan Aik Huang               | Judy Devlin             | Ng Boon Bee Tan Yee Khan                  | Judy Hashman Susan Peard           | Wayne Macdonnell Tyna Barinaga               |                |
| 1967       | Erland Kops                 | Judy Devlin             | Joe Alston Erland Kops                    | Judy Hashman Rosine Jones Lemon    | Jim Sydie Judy Hashman                       |                |
| 1968       | Channarong Ratanaseangsuang | Tyna Barinaga           | Don Paup Jim Poole                        | Tyna Barinaga Helen Tibbetts       | Larry Saben Carlene Starkey                  |                |
| 1969       | Rudy Hartono                | Minarni                 | Punch Gunalan Ng Boon Bee                 | Retno Kustijah Minarni             | Erland Kops Pernille Molgaard Hansen         |                |
| 1970       | Junji Honma                 | Etsuko Takenaka         | Junji Honma Ippei Kojima                  | Machiko Aizawa Etsuko Takenaka     | Paul Whetnall Margaret Boxall                |                |
| 1971       | Muljadi                     | Noriko Takagi           | Punch Gunalan Ng Boon Bee                 | Noriko Takagi Hiroe Yuki           | Jim Poole Maryanne Breckell                  |                |
| 1972       | Sture Johnsson              | Eva Twedberg            | Derek Talbot Elliot Stuart                | Anne Berglund Pernille Kaagaard    | Flemming Delfs Pernille Kaagaard             |                |
| 1973       | Sture Johnsson              | Eva Twedberg            | Jim Poole Don Paup                        | Pam Brady Diane Hales              | Sture Johnsson Eva Twedberg                  |                |
| 1974– 1975 | No competition              | No competition          | No competition                            | No competition                     | No competition                               | No competition |
| 1976       | Paul Whetnall               | Gillian Gilks           | Willi Braun Roland Maywald                | Gillian Gilks Susan Whetnall       | David Eddy Susan Whetnall                    |                |
| 1977– 1982 | No competition              | No competition          | No competition                            | No competition                     | No competition                               | No competition |
| 1983       | Mike Butler                 | Sherrie Liu             | John Britton Gary Higgins                 | Claire Backhouse Johanne Falardeau | Mike Butler Claire Backhouse                 | [ 1 ]          |
| 1984       | Xiong Guobao                | Luo Yun                 | Chen Hongyong Zhang Qingwu                | Lu Yanahua Yin Haichen             | Wang Pengren Luo Yun                         |                |
| 1985       | Mike Butler                 | Claire Sharpe           | John Britton Gary Higgins                 | Claire Sharpe Sandra Skillings     | Mike Butler Claire Sharpe                    |                |
| 1986       | Sung Han-kuk                | Denyse Julien           | Tariq Wadood Yao Ximing                   | Johanne Falardeau Denyse Julien    | Mike Butler Johanne Falardeau                |                |
| 1987       | Park Sung-bae               | Chun Sung-suk           | Lee Deuk-choon Lee Sang-bok               | Chung So-young Kim Ho-ja           | Lee Deuk-choon Chung So-young                | [ 2 ]          |
| 1988       | Sze Yu                      | Lee Myeong-hee          | Christian Hadinata Lius Pongoh            | Chung So-young Kim Ho-ja           | Christian Hadinata Ivana Lie                 | [ 1 ]          |
| 1989       | No competition              | No competition          | No competition                            | No competition                     | No competition                               | No competition |
| 1990       | Fung Permadi                | Denyse Julien           | Ger Shin-ming Yang Shih-jeng              | Denyse Julien Doris Piché          | Tariq Wadood Traci Britton                   | [ 1 ]          |
| 1991       | Steve Butler                | Shim Eun-jung           | Jalani Sidek Razif Sidek                  | Kang Bok-seung Shim Eun-jung       | Lee Sang-bok Shim Eun-jung                   |                |
| 1992       | Poul-Erik Hoyer-Larsen      | Lim Xiaoqing            | Cheah Soon Kit Soo Beng Kiang             | Lim Xiaoqing Christine Magnusson   | Thomas Lund Pernille Dupont                  |                |
| 1993       | Marleve Mainaky             | Lim Xiaoqing            | Jon Holst-Christensen Thomas Lund         | Chung So-young Gil Young-ah        | Thomas Lund Catrine Bengtsson                |                |
| 1994       | Thomas Stuer-Lauridsen      | Liu Guimei              | Ade Sutrisna Candra Wijaya                | Rikke Olsen Helene Kirkegaard      | Jens Eriksen Rikke Olsen                     |                |
| 1995       | Hermawan Susanto            | Ye Zhaoying             | Rudy Gunawan Bambang Suprianto            | Gil Young-ah Jang Hye-ock          | Kim Dong-moon Gil Young-ah                   |                |
| 1996       | Joko Suprianto              | Mia Audina              | Sigit Budiarto Candra Wijaya              | Eliza Nathanael Zelin Resiana      | Kim Dong-moon Chung So-young                 |                |
| 1997       | Poul-Erik Hoyer-Larsen      | Camilla Martin          | Ha Tae-kwon Kim Dong-moon                 | Qin Yiyuan Tang Yongshu            | Kim Dong Moon Ra Kyung-min                   |                |
| 1998       | Fung Permadi                | Yeping Tang             | Horng Shin-jeng Lee Wei-jen               | Elinor Middlemiss Kirsteen McEwan  | Kenny Middlemiss Elinor Middlemiss           |                |
| 1999       | Colin Haughton              | Pi Hongyan              | Michael Lamp Jonas Rasmussen              | Huang Nanyan Lu Ying               | Jonas Rasmussen Jane F. Bramsen              |                |
| 2000       | Ardy Wiranata               | Choi Ma-ree             | Graham Hurrell James Anderson             | Gail Emms Joanne Wright            | Jonas Rasmussen Jane F. Bramsen              |                |
| 2001       | Lee Hyun-il                 | Ra Kyung-min            | Kang Kyung-jin Park Young-duk             | Kim Kyeung-ran Ra Kyung-min        | Mathias Boe Majken Vange                     |                |
| 2002       | Peter Gade                  | Julia Mann              | Tony Gunawan Khan Malaythong              | Joanne Wright Natalie Munt         | Tony Gunawan Etty Tantri                     |                |
| 2003       | Chien Yu-hsiu               | Kelly Morgan            | Tony Gunawan Khan Malaythong              | Yoshiko Iwata Miyuki Tai           | Tony Gunawan Etty Tantri                     |                |
| 2004       | Kendrick Lee                | Xing Aiying             | Howard Bach Tony Gunawan                  | Cheng Wen-Hsing Chien Yu Chin      | Lin Wei-hsiang Cheng Wen-Hsing               |                |
| 2005       | Hsieh Yu-hsing              | Lili Zhou               | Howard Bach Tony Gunawan                  | Peng Yun Johanna Lee               | Khan Malaythong Mesinee Mangkalakiri         |                |
| 2006       | Yousuke Nakanishi           | Ella Karachkova         | Tony Gunawan Halim Haryanto               | Valeria Sorokina Nina Vislova      | Sergey Ivlev Nina Vislova                    |                |
| 2007       | Lee Tsuen Seng              | Jun Jae-youn            | Keita Masuda Tadashi Ohtsuka              | Miyuki Maeda Satoko Suetsuna       | Keita Masuda Miyuki Maeda                    |                |
| 2008       | Andrew Dabeka               | Lili Zhou               | Howard Bach Khan Malaythong               | Chang Li-ying Hung Shih-chieh      | Halim Haryanto Peng Yun                      |                |
| 2009       | Taufik Hidayat              | Anna Rice               | Howard Bach Tony Gunawan                  | Huang Ruilin Jiang Xuelian         | Howard Bach Eva Lee                          |                |
| 2010       | Rajiv Ouseph                | Zhu Lin                 | Fang Chieh-min Lee Sheng-mu               | Cheng Wen-Hsing Chien Yu Chin      | Michael Fuchs Birgit Overzier                | [ 3 ]          |
| 2011       | Sho Sasaki                  | Tai Tzu-ying            | Ko Sung-hyun Lee Yong-dae                 | Ha Jung-eun Kim Min-jung           | Lee Yong-dae Ha Jung-eun                     | [ 4 ]          |
| 2012       | Vladimir Ivanov             | Pai Hsiao-ma            | Hiroyuki Endo Kenichi Hayakawa            | Misaki Matsutomo Ayaka Takahashi   | Tony Gunawan Vita Marissa                    | [ 5 ]          |
| 2013       | Nguyễn Tiến Minh            | Sapsiree Taerattanachai | Takeshi Kamura Keigo Sonoda               | Bao Yixin Zhong Qianxin            | Lee Chun Hei Chau Hoi Wah                    |                |
| 2014       | Nguyễn Tiến Minh            | Beiwen Zhang            | Maneepong Jongjit Nipitphon Phuangphuapet | Shendy Puspa Irawati Vita Marissa  | Muhammad Rijal Vita Marissa                  |                |
| 2015       | Lee Chong Wei               | Nozomi Okuhara          | Li Junhui Liu Yuchen                      | Yu Yang Zhong Qianxin              | Huang Kaixiang Huang Dongping                |                |
| 2016       | Lee Hyun-il                 | Ayumi Mine              | Mathias Boe Carsten Mogensen              | Shiho Tanaka Koharu Yonemoto       | Yugo Kobayashi Wakana Nagahara               |                |
| 2017       | H. S. Prannoy               | Aya Ohori               | Takuto Inoue Yuki Kaneko                  | Lee So-hee Shin Seung-chan         | Seo Seung-jae Kim Ha-na                      | [ 6 ]          |
| 2018       | Lee Dong-keun               | Li Xuerui               | Ou Xuanyi Ren Xiangyu                     | Tang Jinhua Yu Xiaohan             | Chan Peng Soon Goh Liu Ying                  | [ 7 ]          |
| 2019       | Lin Chun-yi                 | Wang Zhiyi              | Ko Sung-hyun Shin Baek-cheol              | Nami Matsuyama Chiharu Shida       | Lee Jhe-huei Hsu Ya-ching                    | [ 8 ]          |
| 2020       | Aflyst                      | Aflyst                  | Aflyst                                    | Aflyst                             | Aflyst                                       | Aflyst         |
| 2021       | Aflyst                      | Aflyst                  | Aflyst                                    | Aflyst                             | Aflyst                                       | Aflyst         |
| 2022       | Aflyst                      | Aflyst                  | Aflyst                                    | Aflyst                             | Aflyst                                       | Aflyst         |
| 2023       | Li Shifeng                  | Supanida Katethong      | Goh Sze Fei Nur Izzuddin                  | Liu Shengshu Tan Ning              | Ye Hong-wei Lee Chia-hsin                    | [ 9 ]          |

1. ↑  Denne turnering, der oprindeligt skulle spilles fra 23. til 28. juni, blev senere aflyst på grund af COVID -19-pandemien i USA.'"`UNIQ--ref-00000011-QINU`"'
2. ↑  Denne turnering, der oprindeligt skulle spilles fra 6. til 11. juli, blev senere aflyst på grund af COVID-19-pandemien i USA.'"`UNIQ--ref-00000013-QINU`"'
3. ↑  Denne turnering, der oprindeligt skulle spilles fra 4. til 8. oktober, blev senere aflyst på grund af COVID-19-pandemien i USA.'"`UNIQ--ref-00000015-QINU`"'